# درسدن (أونتاريو)
درسدن (بالإنجليزية: Dresden)‏ مجتمع زراعي في جنوب غرب أونتاريو، كندا، وهي جزء من بلدية تشاتام-كينت. تقع على نهر سيدنهام. سُمي المكان باسم درسدن، ألمانيا. المحاصيل الرئيسية في المنطقة هي القمح وفول الصويا وأشجار المطاط والذرة والطماطم. أُنشئ مكتب البريد في عام 1852.
تشتهر درسدن بكونها منزل جوسايا هينسون، العبد الأمريكي السابق الذي كانت قصة حياته مصدر إلهام لرواية كوخ العم توم. منزل جوسايا هو موقع تاريخي يقع بالقرب من درسدن، يملكه ويديره Ontario Heritage Trust.
سقط نيزك بالقرب من درسدن في عام 1939.